# Jiu xiang lai zhe ni
Jiu xiang lai zhe ni (caratteri cinesi: 就想賴著妳; titolo internazionale: Down with Love) è una serie televisiva taiwanese interpretata da Jerry Yan e Ella Chen. È stata girata a Taipei, Taiwan e Hangzhou, Cina.
È andata in onda per la prima volta in Taiwan sulla rete free-to-air China Television (CTV) (中 视) dal 31 gennaio 2010 al 23 maggio 2010, ogni domenica dalle 22:00 alle 23:30 e di TV e via cavo sul Gala TV Variety Show (GTV)(八大 综合 台), dal 2 febbraio 2010 al 30 maggio 2010, ogni domenica dalle 20:00 alle 21:30.
Jiu xiang lai zhe ni è stata candidata nel 2010 per Best Marketing (节目 行销 奖) alla 45ª Edizione dei Golden Bell Awards di Taiwan.

## Trama
Xiang Yu Ping (Jerry Yan), un avvocato di fama, è visto dagli altri come freddo e spietato. Dopo che il fratello maggiore di Yu-ping muore in un incidente stradale, prende in custodia i due figli del fratello, oramai rimasti orfani, Yu Fei e Yu Ting (la loro madre li abbandonò subito dopo la nascita). Ogni tata assunta per prendersi cura di loro o viene spaventata dai bambini dispettosi o finisce per cercare di sedurlo. Stufo, Yu Ping chiede alla sua segretaria, Yang Duo, di trovare una baby-sitter che soddisfi le sue esigenze. Dopo aver perso tutte le loro ricchezze dopo la morte della madre per poi essere abbandonata insieme ala sorella dal padre, Yang Duo non può ignorare il fatto che lei abbia bisogno di soldi e raccomanda sua sorella minore, Yang Guo (Ella Chen), per il lavoro, assicurando che sua sorella è un maschiaccio e che non si innamorerà di lui, mentendo sul fatto che lei sia lesbica.
Yang Guo lotta per andare d'accordo con Yu Fei e Yu Ting in un primo momento. Si caccia spesso nei guai e in situazioni difficili causa degli scherzi dei due ragazzi, tuttavia sente che i bambini agiscono solamente per ottenere l'attenzione da loro zio. Dopo aver convinto Yu Ping a svolgere un ruolo più importante nella vita dei bambini, il comportamento dei bambini migliora notevolmente.
Nel frattempo, Yu Ping era in una relazione segreta negli ultimi 7 anni con Fan Hui, una famosa superstar. A causa della natura del suo lavoro, Fan Hui è spesso lontana per mesi a volte. Durante la sua ultima visita, Yu Ping si stufa con la segretezza della loro storia e litigano. I due alla fine si riconciliano e Yu Ping fa una proposta di matrimonio a Fan Hui, ma lei si sente soffocata e lo lascia.  Si pente subito la sua decisione, ma il suo manager la convince a concentrarsi sulla sua carriera e lei lascia il paese.
Yu Ping ha il cuore a pezzi in un primo momento, ma viene comfortato da Yang Guo e i bambini. Dopo una lite con il figlio avido di un cliente, Yu Ping, Yang Guo e i bambini vengono rapiti e viene chiesto come riscatto il rilascio di alcuni file riservati. I rapitori mettono una bomba nella bocca di Yu Ping, credendo che l'esplosione elimini tutte le prove del loro crimine. Yang Guo prende la bomba dalla bocca di Yu Ping la getta fuori dalla finestra, salvando la situazione. intanto la polizia è stata avvisata del crimine.
Dopo questo evento, Yu Ping si rende conto di volere davvero bene a Yang Guo, e che si sta innamorando di lei. Yu Ping ha una bassa opinione della madre dei bambini che si fa viva, e si rifiuta di lasciarle vedere i bambini. Yang Guo riesce a convincerlo, lasciando che i bambini trascorrano un paio di giorni con lei, ma dopo un incidente d'auto, Yu Ping si rende conto che la madre dei bambini li ama davvero e le dà piena custodia dei bambini.
I bambini se ne vanno con la loro madre, lasciando Yang Guo senza un lavoro. Il migliore amico di Yu Ping, Ke Zhong, un designer di talento, le offre un lavoro come sua assistente. Yu Ping è un po' geloso di questo, e la visita spesso senza preavviso solo per tenerla ancora nella sua vita. Da questo, Ke Zhong capisce che Yu Ping ama Yang Guo. Ke Zhong è innamorato di Fan Hui dai tempi del liceo, ma lei scelse Yu Ping. Dopo il ritorno di Fan Hui, lei vuole Yu Ping indietro, e chiede a Ke Zhong di aiutarla. Lui chiede Yang Guo di essere la sua ragazza, quindi togliendo di mezzo la principale rivale di Hui Fan.
Yang Guo è confusa in un primo momento, ma è d'accordo dopo Zhong Ke recita discorso sentimentale su quanto egli le voglia bene. Hui Fan utilizza questa opportunità per dire ai media che Yu Ping è il suo fidanzato, con grande disappunto di Yu Ping. Yu Ping pensa che Ke Zhong ami veramente Yang Guo, così reprime le sue emozioni e li sostiene. Egli non è in grado di riaccendere il suo amore per Fan Hui e respinge il suo. Hui Fan rifiuta di accettare questo, e si ammala a causa dello stress della situazione. Yu Ping si sente in colpa per aver causato il declino della salute e si prende cura di lei.
Dopo che Fan Hui recupera, va a un servizio fotografico nelle vicinanze. Yang Guo va a farle visita, ma ascolta accidentalmente Fan Hui che dice al suo manager il piano di Ke Zhong per far sì che lei si riconcili con Yu Ping. Rendendosi conto di essere stata profondamente tradita, Yang Guo rompe con Ke Zhong e scompare. Yu Ping scopre ciò che è accaduto e rifiuta completamente Fan Hui. Va così a cercare Yang Guo per confortarla. Dopo la loro rottura, Zhong Ke si rende conto che in realtà ama davvero Yang Guo, e cerca di riconquistarla. Ma Yang Guo gli dice che ha bisogno di tempo e respinge Zhang Ke. Yang Guo alla fine scopre che Yu Ping è innamorato di lei, e si rende conto che anche lei sente qualcosa per lui.
Yu Ping chiede a Yang Guo di sposarlo, e lei accetta. La serie si conclude 6 anni dopo, quando Yang Guo e Yu Ping hanno avuto un figlio, e lei è incinta di un altro bambino.